# Srebrni Palaungi
Srebrni Palaungi (Pale De'ang, Ngwe Palaung), jedno od četiri plemena iz skupine pravih Palaunga naseljeno u Burmi (257,539; 2000 WCD) u državi Shan; Kini (5,000; 1995, na zapadu Yunnana); i Tajlandu (5,000; 1989). Prema jeziku Srebrni Palaungi su srodni s ostale tri grupe, to su Zlatni Palaungi (Shwe), Riang-Lang i Rumai koji čine narodnost De'ang ili Palaung. Kinezi su ime ovog naroda pretvorili u Benglong, ali je nakon konzultacije 1982. preimenovano u De'ang. Jezik Srebrnih Palaunga srodan je jezicima naroda Wa i Bulang, i jedini je od 4 de'ang jezika koji nije tonalan.
Srebrni palaungi su poljodjelci. posao je podijeljen prema spolu i dobi. Tipičan muški posao je oranje, dok je posao žena zasađivanje polja i nošenje vode. Na područje Tajlanda došli su iz Burme nakon 1984, gdje su preuzeli su neke tajske svečanosti. Theravada-budizam primljen je prije nekoliko stoljeća ali je pomiješan s mnogim animističkim vjerovanjima i ritualima, a i šamani još imaju znatan utjecaj.